# トマス・ワトソン (第3代ロッキンガム伯爵)
第3代ロッキンガム伯爵トマス・ワトソン（英語: Thomas Watson, 3rd Earl of Rockingham、1715年12月30日 – 1746年2月26日）は、グレートブリテン王国の貴族、政治家。1745年までトマス・ワトソン閣下の儀礼称号を使用した。

## 生涯
ソンズ子爵エドワード・ワトソンとキャサリン・タフトン（Catherine Tufton）の次男として、1715年に生まれた。1722年に父が早世した。1725年にイートン・カレッジで教育を受け、1732年にリンカーン法曹院に入った。
1741年イギリス総選挙で野党派ホイッグ党の一員としてカンタベリー選挙区で当選、1745年12月に兄ルイスが死去すると爵位を継承した。爵位を継承したとき、ケント統監にも任命されたが、1746年2月26日に未婚のまま死去した。
トマスの死去によりロッキンガム伯爵、ソンズ子爵、スロウリー男爵は断絶、ロッキンガム男爵は祖父の甥初代モルトン伯爵トマス・ワトソン＝ウェントワース継承した。ロッキンガム伯爵の遺産は叔母マーガレットの息子ルイスが継承した。